# Mark O'Hare
Mark Sean O'Hare es un caricaturista estadounidense quien creó la historieta comic strip Citizen Dog.
O'Hare es más bien conocido por su trabajo en programas animados de televisión como escritor y artista del guion gráfico de Rocko's Modern Life, SpongeBob SquarePants, Dexter's Laboratory, The Powerpuff Girls y Hey Arnold!.
Participó en la historia de desarrollo en The Ren and Stimpy Show. O'Hare se ejerció como director creativo y productor de supervisión en Camp Lazlo. Es actualmente artista en historias de Illumination Entertainment, contribuyendo en las películas Despicable Me, The Lorax, y la próxima secuela de Despicable Me 2 .
Aunque estudió la carrera de ingeniero de aeronáutica en la Universidad Purdue, O'Hare se dedicó en el segundo año a estudiar diseño gráfico y más tarde lo aceptaron en el programa de animación de personajes en el Instituto de Artes de California.
Mientras era un estudiante en la Universidad Purdue, dibujó una historieta llamada Art Gallery para el periódico estudiantil, The Exponent. La historieta se mostró desde el otoño de 1987 hasta la primavera de 1990.
O'Hare ha sido nominado cuatro veces para un Emmy de la Academia de Artes y Ciencias de la Televisión y ganó su primer Emmy en 2007 en la categoría "Sobresaliente programa animado" en Camp Lazlo y su segundo premio en 2008.

## Filmografía
| Año       | Título                     | Notas                                                             |
| --------- | -------------------------- | ----------------------------------------------------------------- |
| 1992      | Cool World                 | Diseñador de personajes                                           |
| 1999-2004 | Bob Esponja                | Guionista, artista de storyboard                                  |
| 2004      | Shrek 2                    | Artista de historia                                               |
| 2007      | Camp Lazlo: Where's Lazlo? | Guionista, director, productor supervisor y artista de storyboard |
| 2010      | Despicable Me              | Artista de storyboard                                             |
| 2011      | Hop                        | Artista de storyboard                                             |
| 2012      | The Lorax                  | Artista de storyboard                                             |